# Sisyrinchium langloisii
Sisyrinchium langloisii är en irisväxtart som beskrevs av Edward Lee Greene. Sisyrinchium langloisii ingår i släktet gräsliljor, och familjen irisväxter. Inga underarter finns listade i Catalogue of Life.